# Elijah Clarance
Elijah Marcus Clarance (Malmö, 3 luglio 1998) è un cestista svedese.

## Carriera

### Nazionale
Con la nazionale Under-20 svedese ha partecipato agli Europei di categoria del 2018, concludendo la manifestazione come miglior marcatore, con 22,4 punti segnati di media.

## Palmarès
- Campionato lettone: 1

VEF Riga: 2022-2023
- Coppa di Lettonia: 1

VEF Riga: 2023